# Cochliopina
Cochliopina là một chi ốc nước ngọt rất nhỏ, động vật thân mềm chân bụng có mài sống trong môi trường nước ngọt trong họ Hydrobiidae, ốc bùn.

## Các loài
Các loài thuộc chi Cochliopina bao gồm::
- Cochliopina compacta
- Miller's snail, Cochliopina milleri